# Рекабаррен, Луис Эмилио
Луис Эмилио Рекабаррен Серрано (исп. Luis Emilio Recabarren Serrano, 6 июля 1876, Вальпараисо — 19 декабря 1924, Сантьяго) — чилийский революционер-социалист, основатель Социалистической рабочей (Коммунистической) партии Чили и Коммунистической партии Аргентины, депутат.

## Биография

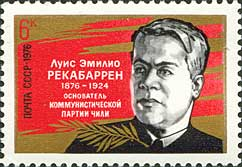
Марка СССР, посвящённая 100-летию со дня рождения Л. Э. Рекабаррена

Из семьи рабочего, по происхождению баск. Будучи рабочим-типографом, Рекабаррен возглавил ряд забастовок печатников и явился инициатором создания в Чили рабочих ежедневных газет марксистского направления («El Grito Popular», 1911, «El Socialista», 1912, «El Despertar», 1912, «La Vanguardia», 1915, «La Defensa Obrera», 1917, и др.). В 1906 был избран депутатом Национального Конгресса Чили от Демократической партии, но за революционную деятельность был вскоре лишен депутатского мандата. Неоднократно подвергался преследованиям и репрессиям. Он был организатором многих рабочих и профсоюзных кружков, пропагандистом марксизма и ленинизма. 
Рекабаррен — один из основателей и руководителей Социалистической рабочей партии Чили (основана в 1912), которая в 1922 встала на позиции Коминтерна и стала называться Коммунистической. Находясь в эмиграции, он участвовал в создании в 1918 Коммунистической партии Аргентины и был её первым генеральным секретарём. В ноябре 1922—феврале 1923 находился в СССР. По возвращении в Чили написал книгу «Рабочая Россия» и столкнулся с травлей со стороны некоторых членов ЦК КПЧ, совпавшей с активной кампанией против него правых сил. Покончил жизнь самоубийством. В советской историографии, в частности, во 2-м издании Большой Советской Энциклопедии утверждается, что Рекабаррен «был убит из-за угла агентами тайной полиции».